# Копцево (Вологодская область)
Копцево — деревня в Вологодском районе Вологодской области.
Входит в состав Марковского сельского поселения, с точки зрения административно-территориального деления — в Марковский сельсовет.
Расстояние по автодороге до районного центра Вологды — 24 км, до центра муниципального образования Васильевского — 2 км. Ближайшие населённые пункты — Косково, Болотово, Борборино, Паприха, Тишиново, Княгинино.
По переписи 2002 года население — 1 человек.